# 阿巴爾古
阿巴爾古是伊朗的城市，位於該國中部，由亞茲德省負責管轄，海拔高度1,510米，市內有一棵樹齡估計約4,000年的柏樹，2006年人口20,994，居民主要信奉什葉派。

## 外部連結
- About Abarkuh